# Tooele
Tooele város az USA Utah államában. Tooele megyében, melynek megyeszékhelye is. Lakosainak száma 35 742 fő (2020. április 1.).

## Népesség
A település népességének változása:

| 2010 | 31 605 |
| 2020 | 35 742 |